# واودنکورت، وسگس
واودنکورت، وسگس (به فرانسوی: Vaudoncourt, Vosges) یک کمون در فرانسه است که در Canton of Bulgnéville واقع شده‌است.

## خصوصیات
واودنکورت ۵٫۶۷ کیلومترمربع مساحت و ۱۳۵ نفر جمعیت دارد و ۳۳۰ متر بالاتر از سطح دریا واقع شده‌است.